# Renée Hložek
Pour les articles homonymes, voir Hložek.
Renée Hložek (née le 15 novembre 1983) est une cosmologiste sud-africaine, maître de conférences d'astronomie et d'astrophysique au Dunlap Institute for Astronomy & Astrophysics (en) de l'université de Toronto depuis 2016, et chercheuse Azrieli au sein de l'Institut canadien de recherches avancées. Elle étudie le fond diffus cosmologique de micro-ondes, la supernova thermonucléaire et les oscillations acoustiques baryoniques. Elle bénéficie d'une bourse Sloan en 2020.

## Formation
Hložek étudie les mathématiques à l'université de Pretoria et à l'université du Cap, dont elle est diplômée en 2008,. Au cours de ses études de premier cycle, elle travaille sur l'énergie noire. Elle est boursière Rhodes de 2008 à 2011 à l'université d'Oxford. Elle soutient sa thèse intitulée « Probing the early universe and Dark Energy with multi-epoch cosmological data » (« Sonder l'univers tôt et l'énergie noire avec des données cosmologiques de plusieurs époques »), à l'université d'Oxford. Sa thèse, dirigée par Jo Dunkley. utilise le télescope cosmologique d'Atacama et la Sloan Digital Sky Survey. Pendant son séjour à Oxford, elle apparait dans le podcast Pub Astronomy de Chris Lintott (en) et 365 Days of Astronomy (en),.

## Recherche et carrière
Après son doctorat, Hložek rejoint l'université de Princeton en tant que chercheuse post-doctorale. Elle mène des recherches avec le télescope cosmologique d'Atacama sensible à la polarisation. En 2012, elle obtient une bourse de recherche Spitzer-Cotsen de Princeton. Elle participe à une initiative d'enseignement en prison, et forme l'échange Hope-Princeton pour amener les jeunes femmes afro-américaines aux services d'astronomie de l'université. Elle  participe au Story Collider. En 2013, elle  participe au projet « Science Train » (train de la science) initié par Lucianne Walkowicz, durant lequel elle introduit le grand public à l'astronomie dans le métro de New York.
Elle obtient un poste d'enseignante-chercheuse au Dunlap Institute for Astronomy & Astrophysics (en), de l'université de Toronto, en 2016. Elle continue à travailler avec l'instrument de polarisation sur le Télescope cosmologique d'Atacama, avec des données du télescope spatial Planck , de Wilkinson Microwave Anisotropy Probe et de BICEP and Keck Array. Elle cherche à classifier les signaux radio transients en utilisant le Algonquin 46m radio telescope (en). Elle travaille avec l'Institut Périmètre de physique théorique. En 2017 elle participe à l'événement « Untangling the Cosmos » de l'Institut canadien de recherches avancées. En 2020 elle reçoit une Bourse Sloan.
Hložek est nommée conférencière TED en 2012 et membre senior en 2014. Sa contribution à TEDed The death of the universe (la mort de l'univers) a été vue 1,1 million de fois,. Elle intervient dans plusieurs événements TED, dont la conférence de 2014 à Vancouver,,,. Elle participe à plusieurs activités pour améliorer l'équilibre entre hommes et femmes dans la science,,,,.